# Otto Lange

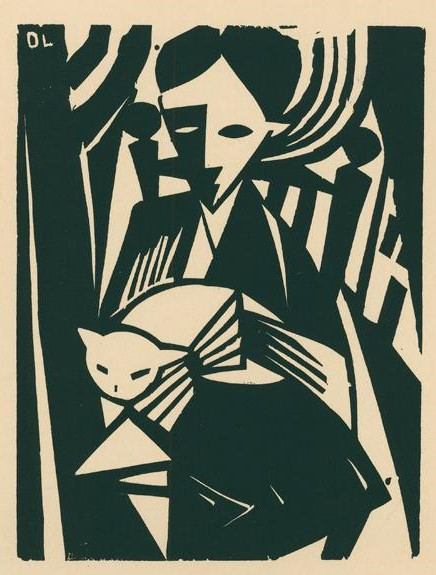
Otto Lange - Frau mit Katze, Holzschnitt 1919

Otto Lange, nacido el 29 de octubre de 1879 en Dresde y fallecido el 19 de diciembre de 1944 en la misma ciudad, fue un pintor y artista gráfico del expresionismo alemán posterior a la Primera Guerra Mundial. Además fue profesor de teoría de patrones y diseño en un instituto textil estatal. Se convirtió en uno de los primeros objetivos de los ataques de la propaganda nazi.

## Trayectoria

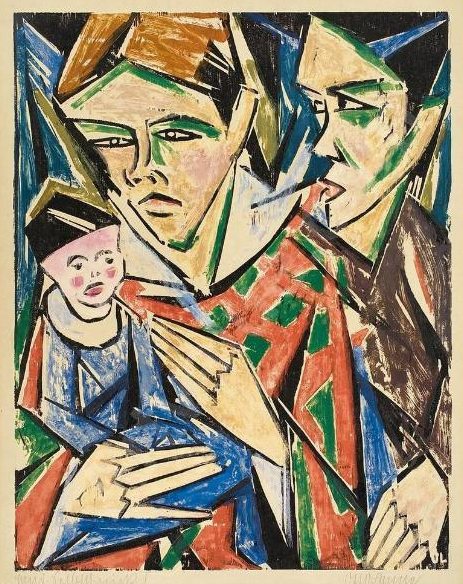
Otto Lange - Madchen-mit-Puppe

Después de formarse como pintor de paredes, Otto Lange fue a la escuela de arte en su ciudad natal de Dresde. Después estudió con Otto Gussmann en la academia de arte de la ciudad. En los años 1915-1919 enseñó en una escuela en Bromberg. En el verano de 1918 expuso junto con Ewald Dülberg (1888-1933) y Georg Schrimpf en la galería Neue Kunst de Múnich bajo el título El grabado en madera expresionista. A finales de 2018 se convirtió en miembro no residente de la recién formada asociación de artistas Novembergruppe de Berlín, membresía que mantuvo hasta la disolución involuntaria y forzada de la asociación en 1933. Desde 1919 vivió en Dresde y perteneció al grupo de artistas expresionistas de la Secesión de Dresde junto con Otto Dix, Lasar Segall (1891-1957) y Elfriede Lohse-Wächtler, entre otros. En 1919, estuvo representado con el grabado en madera en color Dame in Grün (1918) en el tercer portafolio de la edición gráfica Die Schaffenden del editor Paul Westheim junto con, entre otros, Oskar Kokoschka y Milly Steger (1881-1948). Los dos portafolios anteriores publicados el mismo año presentaban obras de otros importantes representantes del nuevo arte alemán, entre ellos Heinrich Campendonk, Lyonel Feininger, Erich Heckel, Paul Klee, Paula Modersohn-Becker, Otto Mueller, Max Pechstein, Christian Rohlfs. y Karl Schmidt-Rottluff.
En 1925, Otto Lange fue nombrado profesor de teoría de patrones y diseño, un desarrollo del diseño de ornamentos, en la escuela estatal de arte para la industria textil de Plauen. Las obras textiles que creó durante los ocho años que permaneció allí las firmó "OL".  Durante estos años, hasta 1933, la escuela se ganó una reputación nacional cada vez mayor, también gracias a la contratación como profesores de dos artistas visuales destacados, Johannes Maximilian Avenarius (1887-1954) en pintura ornamental e historia del arte, y Wilhelm Heckrott (1890-1964) en teoría del color. Entre los profesores invitados se encontraron Wassily Kandinsky y Paul Klee.
En 1933, año de la toma del poder por los nacionalsocialistas, se publicó en la revista nazi Freiheitskampf un artículo titulado Kulturbolschewismus an der Plauener Kunstschule ["Bolchevismo cultural  en la Escuela de Arte de Plauen"]. Esto llevó a que el director y artista visual de la escuela, Karl Hanusch (1881-1969), fuera puesto bajo arresto durante una semana en junio, junto con los profesores Avenarius, Heckrott y Lange. Esta medida fue única entre las escuelas y academias de arte alemanas. Los cuatro fueron inmediatamente despedidos de sus puestos docentes debido a supuestas "opiniones bolcheviques". Posteriormente, entre otros, el gauleiter de Sajonia Martin Mutschmann, un antiguo fabricante de Plauen, tomó medidas que condujeron a prohibiciones de exposición, profesionales y de enseñanza para los designados, así como a la exclusión del organismo corrector estatal Reichskammer der bildenden Künste, que era la rama especial para artistas visuales, del recién creado departamento Reichskulturkammer.
Ese mismo año, dos óleos de Otto Lange, Stilleben mit roter Figur y Tschum, der Katzenfreund, ambos propiedad del Stadtmuseum de Dresde, se incluyeron en la primera exposición organizada por los nazis llamada Entartete Kunst (Arte Degenerado), para mostrar su depravación estética. La exposición se inauguró en el Neues Rathaus ["Nuevo Ayuntamiento"] el 23 de septiembre de 1933 en Dresde y estuvo abierta hasta el 18 de octubre. En otoño de 1935, las autoridades llevaron la acuarela Auf dem Kammstein (1919) de Lange, también propiedad del Stadtmuseum de Dresde, a dos exposiciones posteriores de la Entartete Kunst en Núremberg y Dortmund, donde se unieron a los óleos antes mencionados. En otoño de 1937, el Ministerio de Propaganda confiscó lo que había encontrado de Lange en varios museos alemanes. En total fueron 79 obras, de las cuales 6 eran acuarelas, 65 estampas gráficas diferentes, como xilografías, aguafuertes y linograbados, 6 pinturas y 2 dibujos. El óleo Tschum, der Katzenfreund se mostró en la que quizás fuera la exposición más infame del llamado Entartete Kunst en la Hofgartenarkade de Múnich en 1937. Varias otras obras de Lange se mostraron en otras exposiciones similares, en Frankfurt del Main (1936), Berlín (1938), Leipzig (1938), Düsseldorf (1938) y Hamburgo (1938). Muchas de esas obras resutaron destruidas o perdidas.
Con el inicio de la Segunda Guerra Mundial y el estigma de ser un artista degenerado, Lange ya no pudo lograr un gran avance artístico, aunque su obra ya era apreciada en la década de 1920. Lange dejó una extensa obra impresa. Sus temas van desde representaciones religiosas hasta naturalezas muertas e ilustraciones de libros (Tiempos felices de Van Zanten, 1919/1920). Mención especial merecen tanto sus monotipos en acuarela como, en particular, sus estampas en relieve. El lenguaje formal y el estilo de Lange pueden atribuirse claramente al expresionismo. A diferencia de otros linograbadores expresionistas, Lange trabajó principalmente con la técnica muy compleja de la impresión en relieve en color. Lange no solía imprimir sus obras con una prensa, sino que hacía calcos a mano después de entintar el taco con una brocha en lugar de con un rodillo.

## Galería

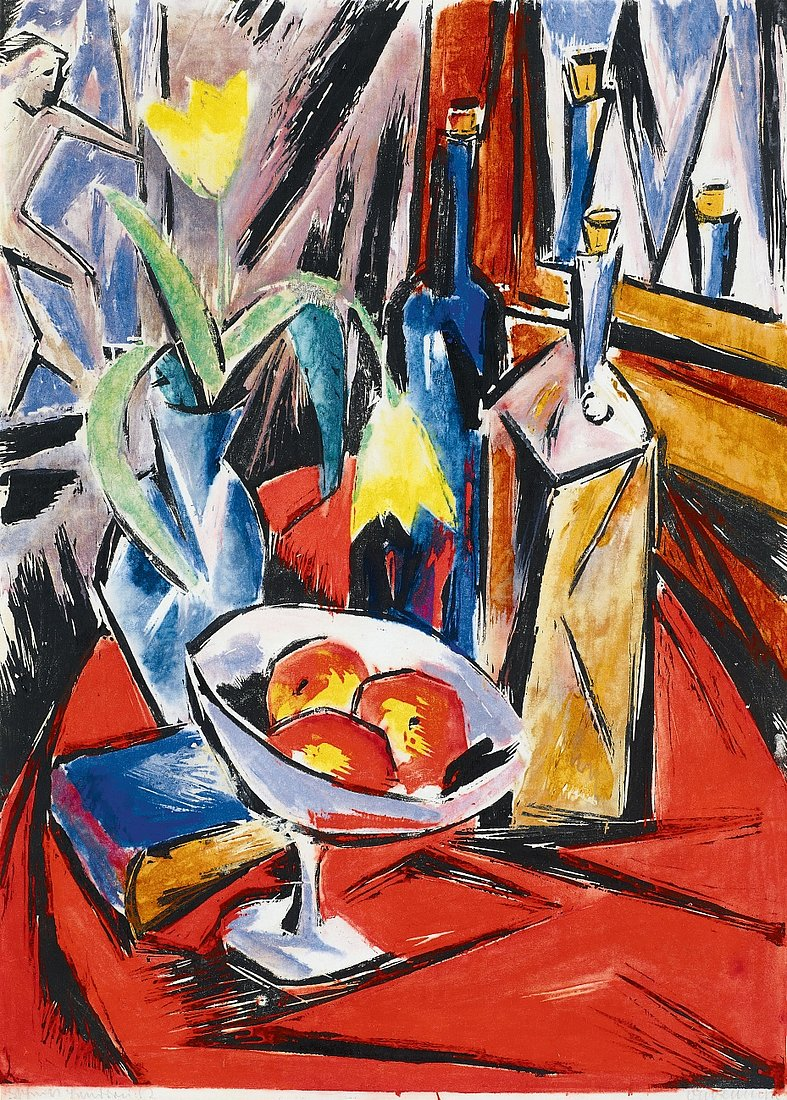
Farbholzschnitt, Stillleben mir roter Decke, 1916.
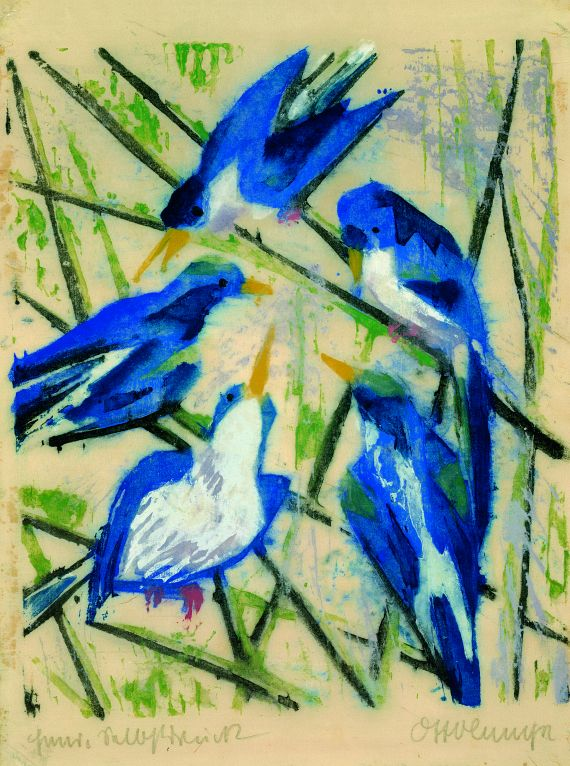
Farbholzschnitt, Blaue Vögel, 1916.
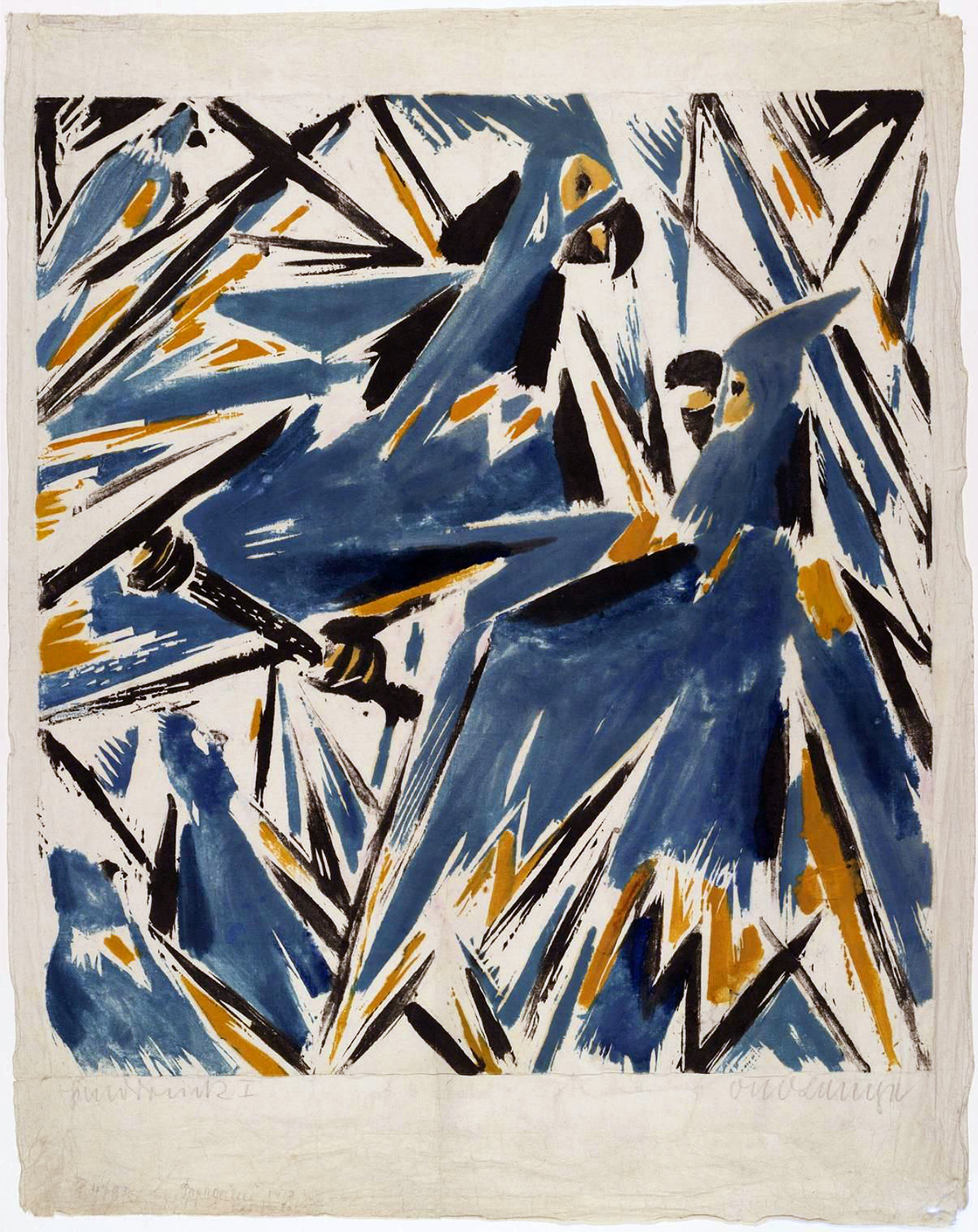
Farbholzschnitt, Papageien, 1917.
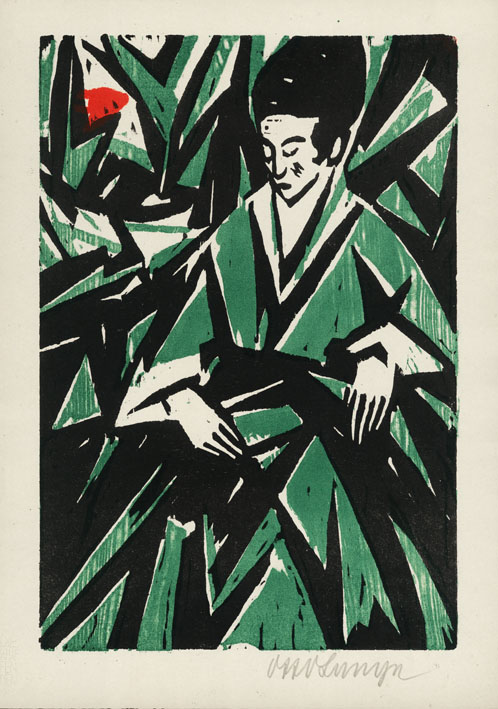
Farbholzschnitt, Dame in Grün, 1918.